# Ginban Kaleidoscope
Ginban Kaleidoscope (jap. 銀盤 カレイドスコープ) ist eine neunteilige Light-Novel-Reihe von Rei Kaibara mit Illustrationen vno Hiro Suzuhira. Die Reihe erschien in Japan von 2003 bis 2006 und wurde als Manga und Anime umgesetzt. Das Werk ist in die Genres Sport, Drama, Romantik und Comedy einzuordnen. 

## Handlung
Die 16-jährige Profi-Eiskunstläuferin Tazusa Sakurano (桜野タズサ) wohnt mit ihrem Trainer und dessen Tochter in einem eigenen Haus. Während eines Qualifikationsturniers in Montreal stürzt sie bei einem dreifachen Lutz, während im selben Moment dem Kanadier Pete Pumps bei einem ähnlichen aussehenden Schauflugmanöver das Flugzeug explodiert. Zurück in Japan stellen beide fest, dass Tazusa von Petes Geist besessen ist. Panisch versucht Tazusa Pete auszutreiben, doch wie er später von Gott erfährt, muss er 100 Tage in Tazusas Körper bleiben und nimmt dabei alles wahr, was sie wahrnimmt, jedoch kann er nicht ihre Gedanken lesen oder sie kontrollieren.
Während Tazusa ihn anfangs strikt ablehnt und, um ihn zu quälen, so viel wie möglich Tomaten isst, die Pete hasst, entwickelt sich im Laufe der Zeit eine Freundschaft und sogar eine Liebe zwischen den beiden. Gemeinsam lernen sie für die Schule (wobei Tazusa Petes technische und fremdsprachliche Kenntnisse ausnutzt) und trainieren Tazusas Eiskunstlauf, bei dem Pete ihr durch seine Erfahrung als Kunstflieger ebenfalls helfen kann. Damit ist es jedoch noch nicht getan, denn Tazusa könnte sich für die Olympischen Spiele qualifizieren und hat dabei neben einer harten Konkurrentin in Japan auch einige starke internationale Gegner. Darüber hinaus ist sie durch ihre spontanen Wutausbrüche und ihrem schroffen Verhalten gegenüber der Presse nicht gerade beliebt. Zudem bringt sie das laute Reden mit Pete, den ja außer ihr niemand sieht, oft in peinliche Situationen. Während ihrer Vorführungen passieren ihr bei komplexen Sprüngen anfangs oft Fehler und ihr fehlt die nötige Ausstrahlung, die eine Eiskunstläuferin braucht, um die Menschen in ihren Bann zu ziehen. Im Laufe der Serie entwickeln sich diese Fähigkeiten jedoch und sie schafft es durch Petes Mithilfe durch außergewöhnliche Vorführungen und einer höheren Hingabe zu den Olympischen Spielen, wo sie trotz starker Begeisterung des Publikums aber nur den vierten Platz erreicht. Am selben Tag muss Pete sie verlassen, dessen größter Wunsch, noch einmal mit einer grandiosen Vorführung die Menschen zu begeistern, sich ebenfalls erfüllt hat.

## Print-Veröffentlichungen
Die Light Novel wurde von Juni 2003 bis November 2006 unter dem Imprint Super Dash Bunko von Shūeisha in Japan veröffentlicht. Von August 2005 bis Februar 2006 erschien im Magazin Margaret des Verlags Shūeisha eine Manga-Adaption der Light-Novel. Die Reihe wurde gestaltet von Jun Hasegawa. Die Einzelkapitel erschienen auch in zwei Tankōbon. Ching Win Publishing veröffentlichte den Manga in Taiwan. 

## Animeserie
Die zwölfteilige Anime-Serie zur Light-Novel wurde 2005 von Studio Karaku unter der Regie von Shinji Takamatsu produziert. Hauptautor war Akatsuki Yamatoya. Das Charakterdesign stammt von Momoko Makiuchi und künstlerischer Leiter war Kazusuke Yoshihara. Für die Kameraführung war Tetsuji Higuchi verantwortlich und die Tonregie lag bei Yoshikazu Iwanami. 
Die Serie wurde vom 8. Oktober bis zum 24. Dezember 2005 durch TV Tokyo in Japan ausgestrahlt. Eine englische Fassung des Animes wurde von Animax-asia ausgestrahlt. Animax sendete die Serie auch in Südkorea. 

### Synchronisation
| Rolle           | japanischer Sprecher (Seiyū) |
| --------------- | ---------------------------- |
| Tazusa Sakurano | Ayako Kawasumi               |
| Pete Pumps      | Hiroyuki Yoshino             |
| Yohko Sakurano  | Chiwa Saitō                  |
| Yukie Mishiro   | Hiroko Suzuki                |

### Musik
Die Musik der Serie komponierte Koichiro Kameyama. Der Vorspanntitel ist Dual von YeLLOW Generation, für den Abspann verwendete man das Lied energy von Marina Inoue.

## Hörspiele
Zu Ginban Kaleidoscope wurden bei Radio Ōsaka und NACK5 Radiohörspiele ausgestrahlt. Außerdem entwickelte Taito ein Handyspiel.

## Rezeption
Laut der Fachzeitschrift MangasZene ist das Konzept zweier Seelen in einem Körper nicht neu und auch die Animation der Serie sei nur durchschnittlich. Dennoch sei der Anime unterhaltsam, die Charaktere gut ausgearbeitet und ansprechend gestaltet. Die Handlung biete Humor und einen realistisch gehaltenen Einblick in die Welt des Eiskunstlaufs.